# ATP Challenger Recife-2
Das ATP Challenger Recife-2 (offiziell: Recife Open Internacional de Tênis) war ein 2011 einmal stattfindendes Tennisturnier in Recife. Es war Teil der ATP Challenger Tour und wurde im Freien auf Hartplatz ausgetragen. Es war nach dem im April ausgetragenen Challenger-Turnier das zweite in Recife im Jahr 2011.

## Liste der Sieger

### Einzel
| Jahr | Sieger        | Finalgegner            | Ergebnis  |
| ---- | ------------- | ---------------------- | --------- |
| 2011 | Ricardo Mello | Rogério Dutra da Silva | 7:65, 6:3 |

### Doppel
| Jahr | Sieger                        | Finalgegner                        | Ergebnis |
| ---- | ----------------------------- | ---------------------------------- | -------- |
| 2011 | Guido Andreozzi Marcel Felder | Rodrigo Antônio Grilli André Miele | 6:3, 6:3 |